# Enigmas de la Tierra y el espacio
Enigmas de la Tierra y el Espacio, también titulado Guía del cielo y la tierra, o Guía de la tierra y el espacio (en inglés Isaac Asimov's Guide to Earth and Space), es un libro de Isaac Asimov publicado en 1991.
Son ciento once preguntas y respuestas, sobre temas como la Tierra, la Galaxia, el Universo, el Sol, agujeros negros, sistema solar, asteroides, cometas, estrellas, nebulosas, la teoría de la gran explosión, entre otras. Una guía sobre la evolución de la astronomía. Cuenta con un índice temático.